# 七人の侍 (民主党)

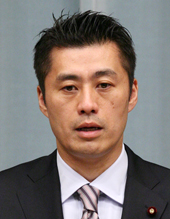
中心人物の一人である細野豪志。

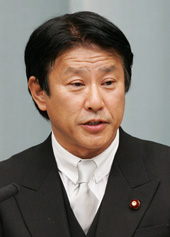
グループの半数を占める青山会会長でもある樽床伸二。

七人の侍（しちにんのさむらい）は、日本の民主党の親小沢派・中間派を中心とした中堅若手議員のグループ。

## 概要
7名のうち4名が青山会（旧樽床G）の中心メンバー・構成員を務める。基本は小沢一郎に協力的だが、7人中5人が反小沢派のグループ出身者であるため、反小沢派の議員にも協力的な一面を持っている。実際、菅直人首相の後任を決める2011年民主党代表選挙で細野豪志は反小沢系である七奉行の会の一人である前原誠司の推薦人となる。2011年3月に前原の後任になる外務大臣に初入閣となる松本剛明が就任し、2011年6月の震災人事にて細野が内閣府特命担当大臣として初入閣し、野田内閣に変わってから環境大臣に横滑りした。樽床は幹事長代行に就任した。三度目の内閣改造では細野は党の政調会長に就任、樽床伸二は総務大臣として、三井辨雄は厚生労働大臣として初入閣し、2012年の衆議院解散までに閣僚経験者となったのは7人中4人で（それに対し、後に六人衆に加わることとなる安住淳とメンバーの1人・樽床が所属する七奉行の会は全員閣僚経験者）、樋高剛は民主党が政権を取ってから自身が離党するまで1回も閣僚になることはなかった。衆議院議員選挙では、細野と松本は再選を果たしたが、樽床・三井・伴野の3人は落選した。その後の海江田執行部で細野は党幹事長に就任するが、第23回参議院議員通常選挙での敗北を受け辞任した。以降細野と松本は、七奉行（現6人衆）の前原と同調し、日本維新の会との合流を模索するようになるが、その矢先、政府与党が消費税増税の先送りの是非を問うため衆議院は解散され、その後の衆議院議員選挙では、小選挙区では細野と松本のみ再選を果たしたが、樽床は比例復活も叶わず落選。伴野は小選挙区で落選するが、比例復活を果たし政界復帰を果たした。先の衆院選で落選した海江田万里の後任を決める民主党代表選では細野は立候補し、松本が推薦人に名を連ねるが、自主再建派の岡田克也とリベラル系の長妻昭との3つ巴となった。1回目の投票では地方議員票と国会議員票で優位に立ち1位となるが、決選投票では長妻陣営の内大畠グループを取り込み票を伸ばすも2位の岡田に逆転され敗北した。
一方、2017年には松本が、2021年には細野が自民党に入党している。2021年4月、三井が死去し7名の中では初の物故者となった。

## 所属議員

### 現職
| 自由民主党（2名）    | 自由民主党（2名）                                                |
| -------------------- | ---------------------------------------------------------------- |
| 松本剛明 （衆院9期） | 旧樽床G幹事長、元総務大臣、元外務大臣、兵庫11区                  |
| 細野豪志 （衆院9期） | 細野派→旧細野グループ、党政調会長・元環境大臣・元幹事長、静岡5区 |
| 立憲民主党（1名）    |                                                                  |
| 伴野豊 （衆院7期）   | 野田G・小林G（会友）、元国土交通副大臣、愛知8区                  |

### 元職

#### 民主党→民進党
- 三井辨雄（旧樽床G代表世話人・鳩山グループ・川端グループ、衆議院議員4期・元厚生労働大臣、北海道2区、2021年4月2日死去）

#### 立憲民主党
- 樋高剛（小沢側近四天王の1人、衆議院議員3期・元環境大臣政務官、神奈川18区）

#### 無所属
- 樽床伸二（旧樽床G代表・羽田G・七奉行の会唯一の親小沢派、衆議院議員6期、元総務大臣、比例近畿）
- 松井孝治（無派閥[2]、参議院議員2期・党筆頭副幹事長、京都府選挙区、現京都市長）